# Veclaicenes pagasts
Veclaicenes pagasts er en territorial enhed i Alūksnes novads i Letland. Pagasten havde 417 indbyggere i 2010 og 378 indbyggere i 2016 og omfatter et areal på 72,34 kvadratkilometer. Hovedbyen i pagasten er Korneti.